# パクレゼルヴ
株式会社パクレゼルヴ（PakuReserve Inc.）は、かつて存在した日本の企業。東京都港区西新橋に本社を置き、インターネットビジネスを行っていた。

## 沿革
- 2005年11月 - 株式会社パクレゼルヴ設立
- 2006年12月 - 株式会社エーウォーカーとのジョイントベンチャーである株式会社アプロを設立。
- 2007年7月 - 広告代理事業の株式会社ピーアール・マーケティングと、eコマース事業の株式会社レッドフリップを設立。
- 2007年10月5日 - 株式会社そらゆめとの資本・業務提携。
- 2007年12月 - 提携契約に基づき、株式会社そらゆめの株式50%を第三者割当増資と株式譲渡により取得し、同社を子会社化。
- 2008年1月4日 - 訪問販売事業の子会社・株式会社ピーアール・ダイレクトを設立。
- 2010年4月1日 - 広告事業を子会社の株式会社ピーアール・マーケティングに事業譲渡。
- 2010年6月 - インフィニティ・ベンチャーズLLPと共同で、事前購入型クーポン事業の株式会社クーポッドを設立。
- 2010年10月 - 株式会社クーポッドの社名を、株式会社グルーポン・ジャパンに変更
- 2010年12月7日 - 子会社・株式会社アプロの全株式を、株式会社ADパートナーに譲渡。
- 2012年 - 電子商取引事業から撤退。
- 2013年4月 - ソリューション事業部を株式会社PRECSへ分社。
- 2015年3月1日 - 女性向けソーシャルゲーム事業を株式会社トライアングルへ譲渡[2]。
- 2017年3月31日 - 株式会社PRECSへ吸収合併され解散[3]。「爆走!不良伝説」のサービス終了[4]。

## 手掛けていた事業
- モバイルコンテンツ事業 - 女性向けソーシャルゲーム事業は2015年3月に株式会社トライアングルへ譲渡
  - モバイル向けのコンテンツサイトの企画・運営（みんなの田舎、キャバ×コレ、押忍!不良伝説、趣味:落書き、QUIZボカン!、AP　MAIL、ヨミごろコミック、よくばりデコ嬢、Spiral X、メガ専ゲーム維新）
- モバイルコマース事業 - 2012年撤退
  - モバイル向けインターネットショッピングサイト運営（BeautyPark、美食館）
- ソリューション事業 - 2013年4月に株式会社PRECSへ分社化
  - PRECS
- ネットワーク事業

## かつての関連会社
- 株式会社ピーアール・マーケティング
- 株式会社そらゆめ
- 株式会社ピーアール・ダイレクト
- 株式会社ピーアール・コミュニケーションズ